# Столичка, Фердинанд

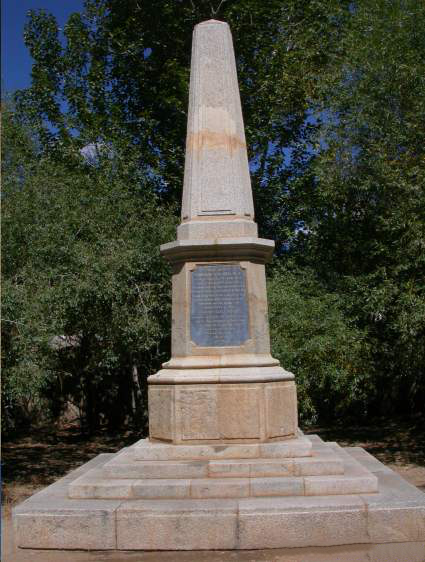
Мемориал на моравском кладбище в Лехе

Фердина́нд Сто́личка (нем. Ferdinand Stoliczka, чеш. Stolička 7 июня 1838, Билани, сегодня часть Кромержиж, Моравия — 19 июня 1874, Индия) — чешский и австрийский исследователь, ботаник, зоолог, геолог, геодезист и палеонтолог.

## Биография
Фердинанд Столичка появился на свет в лесу, неподалёку от моравского города Кромержижа, в охотничьем домике, имевшем собственное имя Замечек (Zámeček). Его отец принадлежал к этнической группе ганаков и служил лесничим в имениях архиепископа Оломоуцкого.
Фердинанд учился в немецкой школе 2-й ступени в Кромержиже, затем в университетах Вены и Тюбингена. В 1859 году путешествовал по Северо-Восточным Альпам. 14 октября 1861 года защитил докторскую диссертацию в Тюбингенском университете.
После окончания учёбы, он работал несколько лет в Императорском геологическом институте в Вене, пока не перевёлся в 1862 году в Геологическую службу "Индийской империи" (т. е. Британской Индии). Посетил Бирму, Малайю, Сингапур, Андаманский и Никобарский архипелаги, исследовал геологическую структуру Большого Качского Ранна. С 1864 по 1866 годы он предпринял по своей инициативе несколько исследовательских экспедиций в район Гималаев и Тибета, где проводил петрографические исследования, метеорологические наблюдения и собирал горные породы, ископаемые останки, растения и млекопитающих. Доказал, что каркас  Гималаев состоит из гнейса. Был секретарём Азиатского Общества Бенгалии (Asiatic Society of Bengal). В 1872 году посетил Дарджилинг, в 1873 г. — Никобарские и Андаманские острова.

### Последняя экспедиция
В 1873 году он совершил свою последнюю поездку в Гималаи, в качестве члена 2-й Яркендской миссии Томаса Дугласа Форсайта (Thomas Douglas Forsyth, 1827–1886). Экспедиция отправилась из Равалпинди через Кашмир в Кашгарию. Одной из её задач была съемка Памира, который англичане рассматривали как очень важный участок «Северо-западного театра войны» против России, в коей они видели «потенциальную угрозу» Британской Индии. В состав экспедиции вошли Столичка и четыре пандита (в том числе Абдул-Сабхан); руководил ими офицер-топограф Генри Троттер. Из Янгигисара (у 76° в. д.) отряд направился на юго-запад и в конце марта вышел к реке Ташкурган. Троттер и пандиты засняли ряд снежных пиков в массиве Музтагата, включая самый высокий (7546 м). 3атем они поднялись на перевал в открытом ими водораздельном хребте (Сарыкольском), имеющем здесь меридиональное направление. Перед ними открылась долина реки Оксу (верховья Бартанга-Мургаба). По глубокому снегу в начале апреля съемщики прошли к этой реке и описали высокую гряду снежных пиков — южную границу Памира, водораздел верхней Оксу и реки Ташкургана. В «сопровождении» сильного ветра они прибыли к озеру Чакмактинкуль, истоку Оксу, а затем направились еще дальше на запад и у слияния рек Вахандарьи и Памира разделились. Абдул-Сабхан проследил течение Пянджа на 300 км до впадения реки Язгулема и выяснил, что на меридиональном отрезке Пяндж быстро течет в узком ущелье, слева принимает лишь два притока, справа — много мелких и ряд крупных, включая чистый Гунт и грязно-красный Бартанг. После присоединения Абдул-Сабхана к головному отряду, все возвратились к Сарыкольскому хребту и вернулись в Янгигисар. Был сделан, по мнению Д. Бейкера, первый серьезный вклад англичан в научное изучение Памира. Книга одного из участников экспедиции, Форсайта, лейтенанта Томаса Гордона «Путешествие на Памир» вскоре была переведена на русский язык (Спб., 1877). А Фердинанд Столичка умер от болезни на обратном пути в Индию, у южного подножья хребта Каракорум, в местечке Murghi, штат Ладак (Ладакх), на берегу реки Шайок. Экспедиционный врач Генри Уолтер Белью написал некролог, где указал и свой диагноз: «менингит». Современный врачи полагают, что это была высотная болезнь, характерная для многих, посещающих Гималаи.
Научный отчёт Столички опубликовал Аллан Октавиан Юм (1829—1912).
Администрация Ладака установила в городе Лех в честь исследователя в 1876 году обелиск, который с тех пор стал местом паломничества исследователей Гималаев.

### Национальность Столички
Многих биографов удивляет тот факт, что Столичка ничего не писал по-чешски. Даже для фамилии своей он использовал транскрипцию Stoliczka — а не Stolička, как принято писать в современной Чешской республике. В Калькутте он посещал, в основном, германоязычные клубы. В связи с чем, появилась гипотеза, что германоязычной была и семья Столичек. Возможен, однако, и другой вариант. Центральноморавский ганацкий диалект (распространённый в его родном Кромержиже) сильно отличается от литературного чешского языка; образование же Фердинанд Столичка действительно получил на немецком.
Мораване, в большинстве своём (в т. ч. и ганаки, к которым принадлежал Столичка), никогда не считали себя чехами. Вышеупомянутый гранитный обелиск стоит на «Моравском кладбище» города Леха, и на бронзовой табличке начертано: «Born in Moravia».

## Названы в честь Ф. Столички
Некоторые из видов животных названы в его честь:
- Агама Столички
- Род змей Stoliczkia;
- Бабочки Parnassius stoliczkanus и Colias stoliczkana;
- Краб-паук Thomisus stoliczka;
- Рыбы Puntius stoliczkanus и Nemacheilus stoliczkai;
- Южноазиатский трезубценос (Aselliscus stoliczkanus);
- Центральноазиатская полёвка (Alticola stoliczkanus)
- Подвид черноголового ремеза (Remiz coronatus stoliczkae)